# Cascada
Cascada ist eine 2002 gegründete deutsche Musikgruppe, bestehend aus den beiden DJs und Produzenten Manuel Reuter und Yann Peifer sowie der Sängerin Natalie Horler. Ihr Stil lässt sich vorwiegend in die Kategorien Hands up und Dance einordnen, wobei sich das Trio in den 2010er Jahren verstärkt auf Eurodance und Elektropop umgestellt hat. 
Mit 30 Millionen verkauften Tonträgern zählt Cascada zu den weltweit erfolgreichsten Dance-Acts. Cascada vertrat Deutschland mit dem Song Glorious beim Eurovision Song Contest 2013 in Malmö.

## Karriere

### 2004–2007:Everytime We Touch
Die Sängerin Natalie Horler und der Produzent Manuel Reuter (alias Manian) gründeten die Gruppe 2002 in Bonn unter dem Namen Cascade, benannten sich dann aber aus rechtlichen Gründen in Cascada (spanisch für ,Wasserfall‘) um.
Die erste Single Miracle erschien 2004 als Vinyl und auf CD-Kompilationen. Songs wie Bad Boy, Everytime We Touch, How Do You Do, A Neverending Dream oder Ready for Love folgten. Auch ein Album (Everytime We Touch) sowie ein Remix-Album (Everytime We Touch – The Remix) wurden als CD veröffentlicht. Der Durchbruch gelang Cascada zwei Jahre später.
Mit Everytime We Touch, einer Coverversion von Maggie Reilly, stieg Cascada am 21. Februar 2006 in die Top Ten der US-amerikanischen Charts ein. Nach 31 Wochen in den Hot 100 wurde Everytime We Touch, für fast zwei Millionen verkaufte Kopien, mit Doppel-Platin ausgezeichnet. Im August 2006 erreichten Cascada dann Platz zwei der englischen Charts und Platz eins in Irland. In Schweden wurde Cascadas Song mit Doppel-Platin ausgezeichnet und gehört zu den erfolgreichsten Liedern der schwedischen Chartgeschichte. Am 5. Januar 2007 wurde die Single dann in Deutschland über die Plattenfirma Universal veröffentlicht und gelangte dann auch hier in die Top Ten. Das Album Everytime We Touch wurde im Februar 2007 erneut veröffentlicht und erlangte Rang 50 in Deutschland.
Im Frühjahr 2007 folgte die Single Truly Madly Deeply, eine Coverversion der Band Savage Garden. Im Sommer 2007 wurde dann der Song Miracle veröffentlicht, der in Frankreich für mehrere Wochen an der Spitze der Charts stand. Aufgrund des Erfolges im Vereinigten Königreich und Irland erschien dort eine vierte Single-Auskopplung. Der Song A Neverending Dream erlangte abermals einen Einstieg in die Hitlisten beider Nationen. Währenddessen stieg der Titel Wouldn’t It Be Good nur durch Downloads auf Rang 54 der schwedischen Charts ein.
In Großbritannien erhielt Cascada für 350.000 verkaufte Kopien ihres Albums Everytime We Touch Platin. Weltweit gingen über sieben Millionen Exemplare des Debütalbums und der Debütsingle über die Ladentische, das brachte Cascada im Jahr 2007 den World Music Award in der Kategorie Best Selling German Artist in Monaco ein, wo Sängerin Natalie Horler den Song zuvor live auf der Bühne gesungen hatte.

### 2007–2008:Perfect Day
Am 14. Dezember 2007 veröffentlichte Cascada ihr zweites Album, Perfect Day. Die erste Singleauskopplung aus dem Album war What Hurts the Most (ein Cover der Band Rascal Flatts) und erschien in Deutschland am 4. Januar 2008. Zuvor wurde der Song in Nordamerika, Großbritannien und Schweden veröffentlicht. In den USA stieg What Hurts the Most bis auf Rang 52, in Großbritannien auf die zehn und in Frankreich erlangten Cascada Position zwei der Charts. In Deutschland debütierte What Hurts the Most auf Rang neun.
Die zweite Singleauskopplung des Albums war What Do You Want from Me? Im Sommer 2008 folgte das Cover Because the Night. Faded und Perfect Day erschienen als vierte und fünfte Single nur in den USA. Abgesehen von What Hurts the Most war keine Single-Auskopplung des Albums erfolgreich. Nach über 23 Monaten der Erstveröffentlichung wurde What Hurts the Most am 28. Oktober 2009 in den USA mit Gold ausgezeichnet. Das Album Perfect Day wurde in Großbritannien mit Platin für über 300.000 verkaufte Exemplare ausgezeichnet.

### 2009–2010:Evacuate the Dancefloor
Das dritte Album des Dance-Trios, Evacuate the Dancefloor, erschien am 6. Juli 2009 vorerst nur in Großbritannien, wo es direkt auf Platz acht einstieg. Es erstreckt sich über Pop, House, R’n’B bis zu Dance, enthält aber keine Coverversionen wie auf früheren Alben. Am 17. Juli 2009 wurde das Album in Deutschland, Österreich und der Schweiz veröffentlicht und erreichte Platz 21 der deutschen Albumcharts, womit es das erfolgreichste Album der Band im Heimatland wurde. In Österreich schaffte das Album den Einstieg auf Platz 17 und in der Schweiz auf Platz 43 der Hitparade.
Die gleichnamige erste Single wurde am 29. Juni 2009 veröffentlicht und stieg in Großbritannien auf Anhieb auf Platz eins ein. Sie verdrängte damit den kurz zuvor verstorbenen Michael Jackson vom Spitzenplatz. In Deutschland schaffte es Evacuate the Dancefloor bis auf Platz fünf der Singlecharts, in Österreich bis auf Platz sechs und in der Schweiz auf die sieben.
Am 26. Juli 2009 trat Cascada als Vorgruppe bei Britney Spears einzigem Deutschlandkonzert vor 17.000 Fans in der o2 World Berlin auf und präsentierten auch neue Songs.
Der Song Evacuate the Dancefloor avancierte nach Erscheinen zu einem internationalen Hit und erreichte unter anderem Platz zwei in Irland und Neuseeland, Platz vier in Kanada, Platz fünf Frankreich und Platz drei in Australien und Norwegen, sowie Rang eins in den Dutch Top 40. In den Vereinigten Staaten schaffte es Evacuate the Dancefloor bis auf Position 25 der Billboard Hot 100. Die Single wurde bis November 2009 über 1.000.000-mal gekauft und somit mit Gold ausgezeichnet. Damit zählt Cascada mit Rammstein und Scooter zu den erfolgreichsten deutschen Künstlern. Insgesamt verkaufte sich die Single weltweit vier Millionen Mal.
Die nächste Single für den deutschen Markt war Fever und wurde am 9. Oktober 2009 veröffentlicht. Der Song debütierte auf Rang 31 in Deutschland. In Großbritannien und Irland hingegen ist Dangerous drei Tage später als Nachfolgesingle erschienen. Fever wurde am 21. Dezember 2009 als dritte Single auch im Vereinigten Königreich veröffentlicht.
Cascada war im Jahr 2009 für die „1 Live Krone“ nominiert, konnte sich aber gegen ihre Konkurrenten nicht durchsetzen.
Am Ende des Jahres 2009 stand Cascadas Single Evacuate the Dancefloor in allen relevanten Jahrescharts.
Cascadas Single Fever stieg im Januar 2010 in die Charts Australiens und Neuseelands ein. Die Band stieg mit diesem Song zum fünften Mal in die Top Ten in Frankreich ein.
Der Song Pyromania hatte am 17. Februar 2010 Premiere auf YouTube und wurde in den ersten zwei Tagen fast 50.000-mal angeklickt. Neben den Charteinstiegen in Deutschland, Österreich, Großbritannien, Bulgarien und den Niederlanden gelang es der Formation abermals, außerhalb von Europa Erfolge zu erzielen. So erlangte Pyromania am 7. August 2010 Rang 93 der kanadischen Charts und stieg in die Top Fünf der brasilianischen Dancecharts.
Natalie Horler gab bekannt, dass sie 2011 an einem vierten Album arbeiten. Im September 2010 war im Internet ein Technicore-Remix des Songs Night Nurse erschienen, der sich auf dem neuen Longplayer befindet, für den es aber vorerst noch kein Veröffentlichungsdatum gab. Robbins Entertainment, die US-Plattenfirma von Cascada, hatte Night Nurse als mögliche Nachfolger-Single von Pyromania angekündigt. Am 8. November 2010 wurde Night Nurse von Cascada auf ihrem YouTube-Kanal veröffentlicht.
Aufgrund einer Erkrankung von Natalie Horler wurden im November 2010 alle Auftritte bis Anfang 2011 abgesagt.

### 2010–2013:Original Meund weitere Projekte
2011 kam Cascada mit einer neuen Single und ihrem vierten Album zurück. Im März 2011 wurde das Video zur neuen Single San Francisco in Toronto, Kanada, gedreht. Regie führte hierbei Lisa Mann, die u. a. schon mit Britney Spears gearbeitet hat, und Choreograph war der Tänzer Luther Brown. Am 6. Mai wurde das Musikvideo auf YouTube und MyVideo erstmals gezeigt. San Francisco wurde am 3. Juni 2011 in Deutschland, Österreich und der Schweiz veröffentlicht. Zuvor wurde der Song in Finnland, Schweden, Niederlande, Frankreich und Neuseeland via iTunes veröffentlicht.
San Francisco stieg am 8. Juni 2011, somit nicht einmal eine Woche nach der deutschen Erstveröffentlichung, in die Top drei der deutschen iTunes-Charts ein. Am 20. Juni 2011 platzierte sich der Song auf Anhieb auf Platz 13 der deutschen Media-Control-Single-Charts. Sängerin Natalie Horler war unter anderem bei Stefan Raabs TV total und dem ARD-Morgenmagazin zu Gast, um ihre neue Single und das neue Album Original Me vorzustellen. Außerdem trat sie mit San Francisco in der Fernsehshow The Dome 58 auf.
Auf Original Me erschienen neben San Franscisco auch die zuvor als Singles veröffentlichten Songs Pyromania und Night Nurse. Zudem ist das Album mit einer Bonus-CD erhältlich, auf der Cascadas Greatest Hits zu finden sind. Die nächste Singleauskopplung Au Revoir war seit dem 23. September 2011 erhältlich.
Nach Horlers Teilnahme in der Jury von Deutschland sucht den Superstar erschien am 16. März 2012 das Video zum Song Summer of Love zum ersten Mal im deutschen Fernsehen. Die Single wurde am 30. März 2012 herausgebracht und erreichte Platz 13 der deutschen und Schweizer Charts und platzierte sich in Österreich auf Rang 7, was für Cascada somit die dritte Top-10-Single in Österreich darstellte. Das Best-Of-Album Back on the Dancefloor folgte am 13. April und konnte die Top 40 in Deutschland und Österreich erreichen. Außerdem erreichte es Rang 25 in der Schweiz und wurde das erfolgreichste Album Cascadas in der Schweiz. Am 10. April trat Natalie Horler zum insgesamt dritten Mal nach 2009 und 2011 beim ARD-Morgenmagazin auf, um eine Unplugged-Version von Summer of Love darzubieten.
Am 22. Juni erschien die Single The Rhythm of the Night, welche ein Cover des gleichnamigen Corona-Songs aus dem Jahr 1993 und der erste Coversong Cascadas seit 2008 ist. Die Single erreichte in Deutschland und der Schweiz die Top 30 und konnte in Österreich bis in die Top 10 vorrücken, was somit Cascadas zweite Top-10-Single hintereinander war.
Horler arbeitet nach eigenen Angaben an neuen Songs. Im Laufe der Zeit wurden einzelne Videos von einer Studio-Session von Ende August hochgeladen, zum Beispiel eine Unplugged-Version der Single Ready for Love aus ihrem Debütalbum.
Am 30. November 2012 erschien eine weitere Platte mit dem Titel It’s Christmas Time. Es ist ein reines Weihnachtsalbum und enthält elf Coverversionen sowie einen Originaltitel, unter anderem auch das 2007 veröffentlichte Last Christmas. Über Facebook gab sie bekannt, dass ihr Vater bei zwei Tracks des Albums mit einer Posaune mitwirkte. Gleichzeitig kündigte blue art event GmbH am 26. November 2012 eine neue Single, unabhängig vom Weihnachtsalbum, an.

### 2013:Eurovision Song Contest

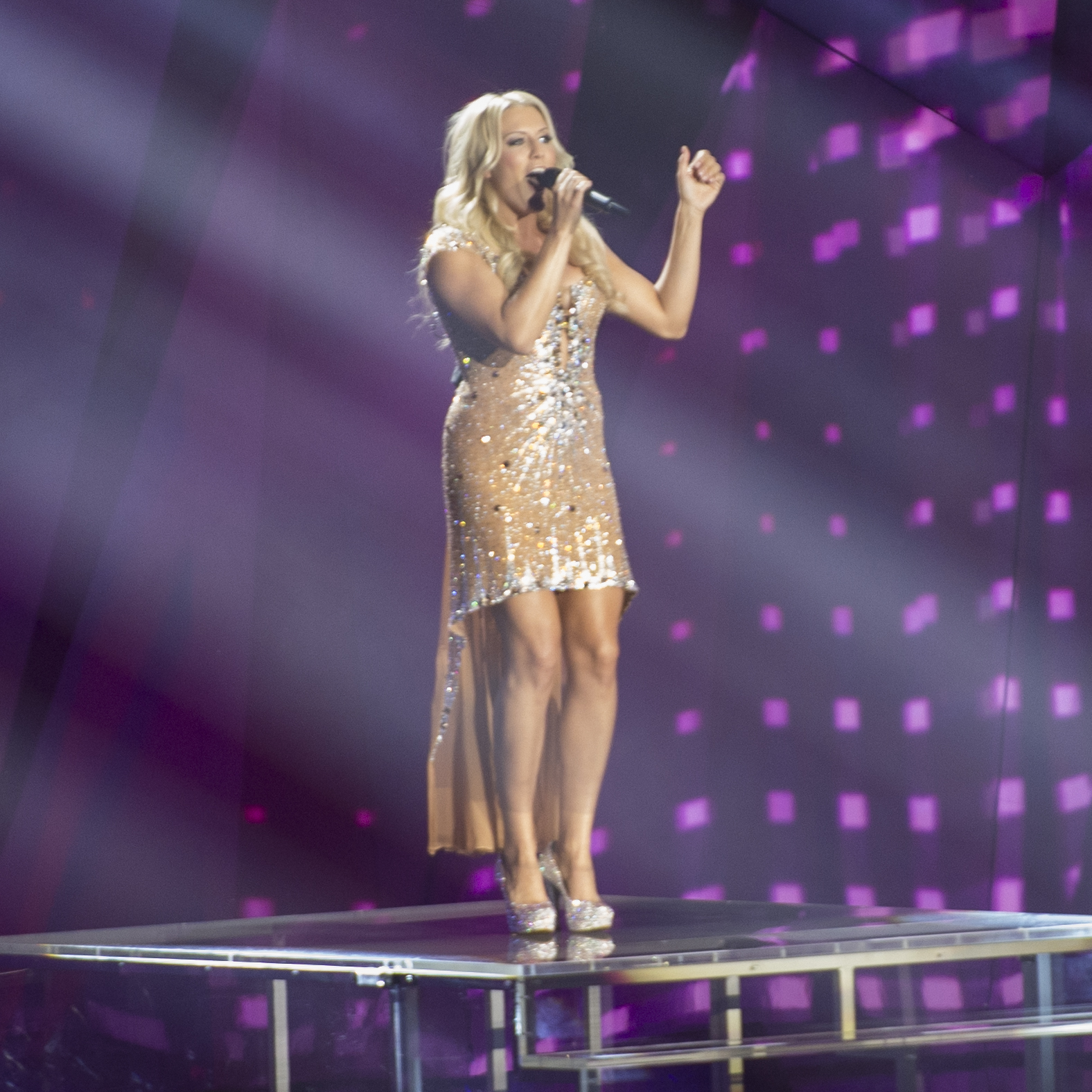
Cascada während ihres Auftritts beim Eurovision Song Contest in Malmö mit dem Song Glorious

Am 17. Dezember 2012 verkündete die ARD, dass Cascada am 14. Februar 2013 beim deutschen Vorentscheid zum Eurovision Song Contest, Unser Song für Malmö, mit der Single Glorious teilnehmen würden. Glorious feierte am 9. Januar 2013 seine Radiopremiere. Das zugehörige Musikvideo, das in der Historischen Stadthalle in Wuppertal produziert wurde, wurde am 1. Februar offiziell veröffentlicht. Am 11. Februar war Natalie Horler zum insgesamt vierten Mal im ARD-Morgenmagazin zu Gast und sang Glorious in einer Unplugged-Version.
Am 14. Februar trat Cascada schließlich bei Unser Song für Malmö auf und gewann den Vorentscheid mit 30 Punkten, darunter 12 Punkte aus dem Televoting. Nach der Sendung stieg der Song noch am selben Abend in die Top 15 der deutschen iTunes-Charts ein und erreichte zwei Tage später Rang 1. Am Morgen nach dem deutschen Vorentscheid präsentierte die Gruppe im ARD-Morgenmagazin ihren Siegertitel in der Dance-Version vom Vorabend und flog anschließend nach Dänemark, wo sie ihre aktuelle Tour weiterführte.
Vor dem Contest dominierten Negativschlagzeilen die internationale Presse. Viele Medien und Konsumenten mutmaßten über eine angeblich starke Ähnlichkeit zum Vorjahressieger Euphoria von Loreen. Auch Prominente sprachen offen von einem Plagiat. Das Institut für Sprachwissenschaften der Christian-Albrechts-Universität in Kiel fertigte einen akustischen Fingerabdruck an. Die Phonetikerin Dr. Tina John gab hierzu an, „Glorious wirkt wie eine Kopie von Euphoria mit kleinen, raffinierten stilistischen Änderungen. Am Anfang ist der Gesang absolut identisch, der Refrain benutzt die gleiche Akzentuierung, der Schluss gipfelt in einer identischen Kombination. Die Sängerinnen benutzen sogar die gleiche Atemstylistik.“ Pausen, Dynamik und Beats seien größtenteils identisch.
Nachdem sich die negative Berichterstattung gehäuft hatte und auch Rücktrittsforderungen laut geworden waren, gab die ARD ein ausführliches Gutachten in Auftrag, welches vom Sachverständigen für Plagiatsfragen, Matthias Pogoda, erstellt wurde, der unter anderem als Gerichtsgutachter und Berater tätig ist. Pogodas Resümee lautete: „Es lässt sich zusammenfassen, dass Glorious und Euphoria keine urheberrechtlich bedeutsamen Übereinstimmungen aufweisen. Sie sind lediglich stilistisch ähnlich und zeigen nur im Arrangement eine oberflächliche Berührung ohne urheberrechtlichen Belang.“ Damit bestätigte sich die Vermutung, die auch zuvor Rechtsanwalt Christian Solmecke auf Anfrage geäußert hatte. Daher gab Thomas Schreiber, Unterhaltungskoordinator der ARD, bekannt, Cascada werde für Deutschland in Malmö starten.
Schließlich trat die Band im Finale des Eurovision Song Contests 2013 am 18. Mai 2013 in Malmö für Deutschland an. Obwohl die Buchmacher Cascada in den Top 10 sahen, erlangte die Formation mit ihrer Interpretation nur Rang 21 (18 Punkte). Im Anschluss wurde spekuliert, ob das mäßige Abschneiden der aktuellen europäischen Wirtschaftskrise und dem Missmut gegen die Bundesrepublik geschuldet sei.
Am 29. März 2013 erschien ein weiteres Kompilationsalbum, The Best of Cascada, welches Glorious, die Folge-Single The World Is in My Hands sowie Unplugged-Versionen von Glorious und Enemy, einem Lied aus dem Album Original Me (2011), enthält. Im Sommer des Jahres 2013 veröffentlichte Cascada die nächste Single The World Is In My Hands. Das Musikvideo feierte Premiere am 19. Juli 2013. Parallel kündigte das Trio an wieder im Studio zu arbeiten, um ihr erstes Akustik-Album fertigzustellen. Acoustic Sessions wurde letztlich am 1. November 2013 herausgebracht; Horler hatte dafür vor allem Akustik- und Unplugged-Versionen der Hits von früheren Studioalben sowie ein paar Coverversionen von anderen Songs neu eingesungen. Heraus sticht insbesondere eine Neuaufnahme von You zusammen mit Robin Stjernberg, der Schweden beim Eurovision-Song Contest 2013 mit diesem Lied vertrat.

### Seit 2014: Trennung von Universal Music / Neue Singles
Anfang 2014 wurde bekannt, dass Cascada nicht mehr mit Universal Music zusammen arbeitet. Am 28. März 2014 erschien die neue Single Blink. Der „Crew Cardinal Remix“ von Blink findet sich auf der House-Kompilation Top of the Clubs Vol. 62. Der Titel verfehlte den Einstieg in die deutschen Top-100-Charts und konnte nicht mehr an alte Erfolge anknüpfen. In den USA stieg er nach der Veröffentlichung am 4. Juni 2014 auf Platz zwei der DJ-Chartliste sowie Platz 16 der Billboard Dance Charts ein. Am 26. September 2014 veröffentlichte Cascada mit dem Rapper Tris aus Chicago ihre Folgesingle Madness. Diese erschien drei Tage später zudem auf der Kontor Top of The Clubs Vol. 64. Am 6. Oktober 2014 konnte sich die Single als Neueinsteiger auf Platz 38 der deutschen Dance-Charts platzieren.
Am 20. Februar 2015 veröffentlichte die Band ihre neue Single Reason, welche bereits im Jahr 2004 als Demo aufgenommen aber nie verwendet worden war. Der Song stieg in den deutschen DJ-Dance-Charts auf Platz 15. Erstmals erschienen mehrere Singles von Cascada in Zusammenarbeit mit dem Hamburger Label Kontor Records. Im Juni 2016 erschien mit Praise You zusammen mit Cassiano ein Cover des Songs Shackles (Praise You) von Mary Mary. Am 27. Januar 2017 erschien das Lied Run. Der Titel Playground wurde im Frühjahr 2017 zum offiziellen Lied der Eishockey-Weltmeisterschaft der Herren 2017.

### Musikalische Neuausrichtung, weitere Veröffentlichungen
Bereits mit der Single Playground orientierte sich die Gruppe mehr im Bereich der Popmusik / Commercial House. Am 27. Januar 2017 erschien die neue Single Run. In den deutschen Dance-Charts hielt sich der Song 11 Wochen und erreichte mit Platz 13 die höchste Position. In den deutschen Single-Charts konnte der Song nicht mehr an alte Erfolge anknüpfen.
Am 20. Juli 2018 wurde die Single Back for Good veröffentlicht. Am 6. August 2018 wurde dann die Single Everytime we Touch als Neuauflage mit den niederländischen DJ’s Hardwell & Maurice West veröffentlicht. Beide Titel verfehlten den Einstieg in die deutschen Charts.

### 2019
Am 16. August 2019 veröffentlichte Cascada ihren neuen Song Like the way I Do. Der Titel verfehlte ebenfalls den Einstieg in sämtliche Hitlisten.

### 2020 / Covid-19-Infektion
Nach einer rund einjährigen Veröffentlichungspause erschien der Song I'm feeling It (In the Air). Der Song konnte erneut keine Chartplatzierung erreichen. Am 25. März 2020 wurde bekannt, dass Frontfrau Natalie Horler an Covid-19 erkrankt ist. Sie musste sich anschließend in eine 14-tägige Quarantäne begeben, hatte laut eigener Aussage aber einen milden Verlauf der Erkrankung.

### 2021
Am 26. April 2021 veröffentlichte die spanische Organisation Cute 4 You eine europaweite Kampagne zur Förderung der Qualität landwirtschaftlicher Produkte. Sängerin Natalie Horler ist eines der Werbegesichter für diese Aktion, die von der Europäischen Union unterstützt wird.
Am 4. Juni 2021 veröffentlichte Cascada zusammen mit dem kanadischen Musiker Pascal Languirand der Band Trans-X den Song One last Dance. Der Song ist eine Neuauflage des Klassikers Living on Video von Trans-X aus dem Jahr 1983. In den britischen I-Tunes Charts stieg der Song auf Platz 82 ein, verschwand aber nach 2 Wochen wieder aus den Hitlisten. Die Single konnte sich nicht in den deutschen Hitlisten platzieren.

### 2024: Studio 24 und Ain’t No Mountain High Enough
Am 15. März 2024 veröffentlichte Cascada die Single Ain’t no Mountain high enough. Am 11. Oktober 2024 kommt nach 13 Jahren das erste Album von Cascada heraus, welches Studio 24 heißen wird.

## Plattenlabel und Nebenprojekte
Das Plattenlabel der Band war zu Beginn Andorfine Records. Später gründete das Produzententeam ein eigenes Label (Zooland Records), auf denen sie ihre Produktionen veröffentlichen. Seit 2014 werden alle Veröffentlichungen zudem über das Hamburger Plattenlabel Kontor Records abgewickelt. Die Singles und Alben von Cascada wurden bis Ende 2013 über das Major-Label Universal Music veröffentlicht.
2004 und 2005 wurden in dem Nebenprojekt Siria, das allerdings nur aus Manian und Natalie Horler besteht, die Singles Endless Summer und I Will Believe It veröffentlicht, die Cascada auf dem Album Perfect Day nochmals veröffentlichten.

## Tourneen
- 2007: Everytime We Touch Tour
- 2008: Clubland Live Tour
- 2008: Perfect Day Tour
- 2009: Clubland Live Tour
- 2011: Original Me Tour

## Diskografie
Studioalben

| Jahr | Titel                   | Höchstplatzierung, Gesamtwochen, AuszeichnungChartplatzierungen (Jahr, Titel, Platzierungen, Wochen, Auszeichnungen, Anmerkungen) | Höchstplatzierung, Gesamtwochen, AuszeichnungChartplatzierungen (Jahr, Titel, Platzierungen, Wochen, Auszeichnungen, Anmerkungen) | Höchstplatzierung, Gesamtwochen, AuszeichnungChartplatzierungen (Jahr, Titel, Platzierungen, Wochen, Auszeichnungen, Anmerkungen) | Höchstplatzierung, Gesamtwochen, AuszeichnungChartplatzierungen (Jahr, Titel, Platzierungen, Wochen, Auszeichnungen, Anmerkungen) | Höchstplatzierung, Gesamtwochen, AuszeichnungChartplatzierungen (Jahr, Titel, Platzierungen, Wochen, Auszeichnungen, Anmerkungen) | Anmerkungen                                                  |
| Jahr | Titel                   | DE | AT | CH | UK | US | Anmerkungen                                                  |
| ---- | ----------------------- | --- | --- | --- | --- | --- | ------------------------------------------------------------ |
| 2006 | Everytime We Touch      | DE50 (10 Wo.)DE | AT31 (12 Wo.)AT | CH48 (11 Wo.)CH | UK2 ×2Doppelplatin · (30 Wo.)UK                                                                                                   | US67 (16 Wo.)US | Erstveröffentlichung: 21. Februar 2006 Verkäufe: + 7.000.000 |
| 2007 | Perfect Day             | DE30 (11 Wo.)DE | AT16 (14 Wo.)AT | CH81 (2 Wo.)CH | UK9 Silber · (25 Wo.)UK | US70 (3 Wo.)US | Erstveröffentlichung: 3. Dezember 2007 Verkäufe: + 500.000   |
| 2009 | Evacuate the Dancefloor | DE21 (7 Wo.)DE | AT15 (8 Wo.)AT | CH36 (11 Wo.)CH | UK8 Gold · (11 Wo.)UK | US155 (1 Wo.)US | Erstveröffentlichung: 6. Juli 2009 Verkäufe: + 100.000       |
| 2011 | Original Me             | DE41 (1 Wo.)DE | AT46 (3 Wo.)AT | CH44 (2 Wo.)CH | UK24 Silber · (3 Wo.)UK | — | Erstveröffentlichung: 19. Juni 2011 Verkäufe: + 60.000       |
| 2024 | Studio 24               | DE81 (1 Wo.)DE | — | — | — | — | Erstveröffentlichung: 11. Oktober 2024                       |

## Auszeichnungen und Nominierungen
|      | Auszeichnung                          | Kategorie                              | (Musiktitel)            | Ergebnis  |
| ---- | ------------------------------------- | -------------------------------------- | ----------------------- | --------- |
| 2006 | International Dance Music Awards      | Best New Dance Artist Solo             |                         | Sieg      |
| 2006 | International Dance Music Awards      | Best High Energy/Euro Track            | Everytime We Touch      | Nominiert |
| 2006 | Napster Awards                        | Most-Played Dance/Electronic Recording | Everytime We Touch      | Sieg      |
| 2007 | World Music Awards                    | World’s Best Selling Female Pop Artist |                         | Nominiert |
| 2007 | World Music Awards                    | Best-Selling German Artist Award       |                         | Sieg      |
| 2008 | European Border Breakers Award (EBBA) | Best European Border Breaker – Germany | Everytime We Touch      | Sieg      |
| 2008 | International Dance Music Awards      | Best High Energy / Euro Track          | Truly, Madly, Deeply    | Nominiert |
| 2008 | International Dance Music Awards      | Best Dance Artist (Solo)               |                         | Nominiert |
| 2009 | International Dance Music Awards      | Best Dance Artist (Solo)               |                         | Nominiert |
| 2010 | International Dance Music Awards      | Best High Energy/Euro Track            | Evacuate the Dancefloor | Nominiert |
| 2010 | International Dance Music Awards      | Best Pop Dance Track                   | Evacuate the Dancefloor | Nominiert |
| 2010 | International Dance Music Awards      | Best Artist (Group)                    |                         | Nominiert |
| 2010 | Comet                                 | Beste Künstlerin                       | Evacuate the Dancefloor | Sieg      |
| 2010 | MTV Video Music Awards                | Best Dance Music Video                 | Evacuate the Dancefloor | Nominiert |